# Circus Clowns
Pour plus de détails, voir Fiche technique et Distribution.
Circus Clowns est un court métrage américain muet, en noir et blanc, de Fred Hibbard, sorti en 1922. Il met en scène dans un cirque Baby Peggy en animatrice de cirque et le chien Brownie.

## Fiche technique
Sauf indication contraire, les informations mentionnées dans cette section peuvent être confirmées par la base de données cinématographiques IMDb,  présente dans la section « Liens externes ».
- Réalisation : Fred Hibbard
- Scénario : Fred Hibbard
- Producteurs délégués : Abe Stern et Julius Stern
- Sociétés de production : Century Film
- Pays de production : États-Unis
- Format : 35 mm, noir et blanc - 1,33:1 - procédé cinématographique: sphérique
- Son :  Muet
- Genre : Comédie, court métrage (600 mètres, 2 bobines)
- Durée : 22 minutes
- Langue : Anglais (sous-titres)
- Distribution : États-Unis :
  - Universal Film Manufacturing Company, 1922 (cinéma)
  - Undercrank Productions, 2015 (DVD)
- Date de sortie : 
  - États-Unis : 25 janvier 1922
- Licence : Domaine public[2]

## Distribution
- Baby Peggy : elle-même en clown et animatrice de cirque[3]
- Brownie the Wonder Dog : le chien savant Brownie
- Lillian Biron : la mère de Baby Peggy
- William Irving : le propriétaire du cirque
- Earl Montgomery (en) : Brilliant, le détective
- Tiny Tim the Pony : le poney de cirque

|                                                              |
| Publicité de 1921 dans The Film Daily pour le chien Brownie. |

|                                               |
| Baby Peggy et le poney Tiny Tim dans le film. |

| |
| Publicité de 1922 dans le journal Exhibitors Herald pour le film Burn 'Em Up Barnes (en), suivie de celle de Circus Clowns (mal titré Circus Heroes). |

## Conservation
Des copies 35 mm de la première bobine (incomplète) avec sous-titre tchèques existent dans les archives cinématographiques du Museum of Modern Art. Celles de la Bibliothèque du Congrès détiennent des copies de la seconde bobine avec les sous-titres en anglais.